# Humphrey (Nebraska)
Humphrey és una població dels Estats Units a l'estat de Nebraska. Segons el cens del 2000 tenia 786 habitants.

## Demografia
Segons el cens del 2000, Humphrey tenia 786 habitants, 317 habitatges, i 213 famílies. La densitat de població era de 705,8 habitants per km².
Dels 317 habitatges en un 32,5% hi vivien nens de menys de 18 anys, en un 58,7% hi vivien parelles casades, en un 6% dones solteres, i en un 32,8% no eren unitats familiars. En el 30,9% dels habitatges hi vivien persones soles el 21,1% de les quals corresponia a persones de 65 anys o més que vivien soles. El nombre mitjà de persones vivint en cada habitatge era de 2,47 i el nombre mitjà de persones que vivien en cada família era de 3,14.
Per edats la població es repartia de la següent manera: un 29,8% tenia menys de 18 anys, un 5,6% entre 18 i 24, un 23,7% entre 25 i 44, un 16,7% de 45 a 60 i un 24,3% 65 anys o més.
L'edat mediana era de 39 anys. Per cada 100 dones de 18 o més anys hi havia 88,4 homes.
La renda mediana per habitatge era de 39.250 $ i la renda mediana per família de 46.645 $. Els homes tenien una renda mediana de 32.917 $ mentre que les dones 21.719 $. La renda per capita de la població era de 18.863 $. Aproximadament el 4,8% de les famílies i el 6,3% de la població estaven per davall del llindar de pobresa.

## Poblacions més properes
El següent diagrama mostra les poblacions més properes.